# Le Concert d'Astrée
Le Concert d'Astrée est un ensemble instrumental et vocal consacré à la musique baroque, fondé en 2000 à Lille par Emmanuelle Haïm.

## Description
Le Concert d'Astrée est fondé en 2000 par la claveciniste et chef d'orchestre Emmanuelle Haïm.
C'est un ensemble instrumental et vocal consacré à la musique baroque, à savoir la musique des XVIIe et XVIIIe siècles européens. Le Concert d'Astrée a notamment interprété Mozart, Haendel, Monteverdi, Cavalli, Charpentier, Lully, Rameau, Mondonville, Purcell, Campra, etc. Ses réalisations sont des concerts musicaux, mais aussi des productions scéniques dans des opéras, des théâtres ou des festivals. Le Concert d'Astrée se produit principalement en France et en Europe occidentale, avec de nombreux solistes et metteurs en scène extérieurs à l'ensemble,.
En parallèle, le Concert d'Astrée se déplace en région Hauts-de-France afin d'échanger avec différents publics pour un travail d’éveil et de sensibilisation par le biais de la musique de chambre et la médiation[réf. nécessaire].
Le Concert d’Astrée connaît un rapide succès public et un accueil favorable de la critique en France et à l’international. Il entre en résidence artistique à l’Opéra de Lille en 2004, puis au collège Miriam Makeba de Lille. En outre, le Concert d'Astrée bénéficie du soutien financier du Crédit mutuel Nord Europe, du ministère de la culture / direction régionale des affaires culturelles des Hauts-de-France, du département du Nord, de la ville de Lille et de la région Hauts-de-France.

## Discographie

### CD
- 2002 : Haendel : Duos arcadiens. Avec Natalie Dessay, Véronique Gens, Patricia Petibon, Claycomb, Lascarro, Sara Mingardo, Marijana Mijanović, Panzarella, Asawa, Paul Agnew, dir. Emmanuelle Haïm.
- 2003 : Purcell : Didon et Enée. Avec Susan Graham, Ian Bostridge, Camilla Tilling, Felicity Palmer, David Daniels, dir. Emmanuelle Haïm.
- 2004 : Haendel : Aci, Galatea e Polifemo. Avec Sandrine Piau, Sara Mingardo, Laurent Naouri, dir. Emmanuelle Haïm.
- 2004 : Monteverdi : L'Orfeo. Avec Ian Bostridge, Patrizia Ciofi, Alice Coote, Natalie Dessay, Véronique Gens, European Voices, dir. Emmanuelle Haïm.
- 2005 : Haendel : Delirio. Avec Natalie Dessay, dir. Emmanuelle Haïm.
- 2006 : Monteverdi : Il combattimento di Tancredi e Clorinda. Avec Rolando Villazón, Patrizia Ciofi, Topi Lehtipuu, dir. Emmanuelle Haïm.
- 2007 : Bach : Magnificat, Haendel : Dixit Dominus. Avec Natalie Dessay, Karine Deshayes, Philippe Jaroussky, Toby Spence, Laurent Naouri, dir. Emmanuelle Haïm.
- 2007 : Haendel : Il trionfo del Tempo e del Disinganno. Avec Natalie Dessay, Ann Hallenberg, Sonia Prina, Pavol Breslik, dir. Emmanuelle Haïm.
- 2007 : Carestini, The Story of a Castrato. Avec Philippe Jaroussky, dir. Emmanuelle Haïm.
- 2008 : Bach : Cantates BWV 51, 82a,199. Avec Natalie Dessay, dir. Emmanuelle Haïm.
- 2008 : Lamenti. Avec Rolando Villazón, Philippe Jaroussky, Natalie Dessay, Véronique Gens, Christopher Purves, Joyce DiDonato, Topi Lehtipuu, Patrizia Ciofi, Laurent Naouri, Marie-Nicole Lemieux, dir. Emmanuelle Haïm.
- 2009 : Haendel : La Résurrection. Avec Camilla Tilling, Kate Royal, Sonia Prina, Toby Spence, Luca Pisaroni, dir. Emmanuelle Haïm.
- 2011 : Haendel : Cleopatra, airs de Jules César. Avec Natalie Dessay, dir. Emmanuelle Haïm.
- 2012 : Une fête baroque ! Enregistrement live du concert du 19 décembre 2011 au théâtre des Champs-Élysées à Paris. Avec Philippe Jaroussky, Natalie Dessay, Patricia Petibon, Rolando Villazón, Karine Deshayes, Anne Sofie von Otter, Sandrine Piau, Ann Hallenberg, Sara Mingardo, Marijana Mijanovic, Topi Lethipuu, Magali Léger, Salomé Haller, Aurélia Legay, Pascal Bertin, Sonia Yoncheva, Renata Pokupic, Lorenzo Regazzo, Delphine Haidan, Jaël Azzaretti, Laura Claycomb, Christopher Purves, Françoise Masset, dir. Emmanuelle Haïm.
- 2018 : Italian Cantatas, Händel. Avec Sabine Devieilhe et Lea Desandre.

### DVD
- 2012 : Haendel : Giulio Cesare. Avec Natalie Dessay, Lawrence Zazzo, Isabel Leonard, Varduhi Abrahamyan, Christophe Dumaux, Nathan Berg, Dominique Visse, Aimery Lefèvre, dir. Emmanuelle Haïm. Palais Garnier, Paris, 2011, mise en scène de Laurent Pelly.
- 2019 : Rodelinda, Händel. Mise en scène par Jean Bellorini à l'Opéra de Lille. Avec Jeanine De Bique, Tim Mead, Jakub Józef Orliński, Avery Amereau, Andrea Mastroni, Benjamin Hulett.

## Récompenses
- Echo Deutscher Musikpreis 2003, Alte Musik Ensemble pour Dido and Æneas
- Victoires de la musique classique 2003, meilleur ensemble de l'année
- Victoires de la musique classique 2008, meilleur enregistrement pour Carestini, The Story of a Castrato
- Victoires de la musique classique 2009, meilleur enregistrement pour Lamenti